# Catapoecilma albicans
Catapoecilma albicans är en fjärilsart som beskrevs av Corbet 1941. Catapoecilma albicans ingår i släktet Catapoecilma och familjen juvelvingar. Inga underarter finns listade i Catalogue of Life.